# Make a Wave
Make A Wave est une chanson interprétée par Demi Lovato et Joe Jonas figurant dans la BO du film Océans et qui a pour but de sensibiliser les jeunes à respecter la mer. Elle est sortie le 20 avril 2010 sur toutes les radios et est arrivée dans le Top 30 mondial[réf. nécessaire].